# François Barouh
François Barouh (* 16. Januar 1955 in Sillery) ist ein ehemaliger französischer Kanute.

## Karriere
Bei den Olympischen Spielen 1980 in Moskau gehörte François Barouh zum französischen Aufgebot im Vierer-Kajak. Zwar erreichte die Mannschaft nach einem zweiten Platz im Hoffnungslauf das Finale, kam dort aber nicht über den sechsten Platz hinaus. Vier Jahre darauf startete er in Los Angeles erneut im Vierer-Kajak und zog gemeinsam mit Philippe Boccara, Pascal Boucherit und Didier Vavasseur auf der 1000-Meter-Strecke jeweils als Gewinner ihres Vorlaufs und ihres Halbfinallaufs in den Endlauf ein. Diesen schlossen sie mit einer Rennzeit von 3:03,94 Minuten hinter dem siegreichen Team aus Neuseeland und dem schwedischen Vierer auf dem dritten Platz ab und gewannen damit die Bronzemedaille.